# 酸鹼中和滴定
酸鹼中和滴定是一種基於酸碱反应的滴定分析，也稱中和滴定法。測量方法，係以強酸或強鹼滴定鹼或酸溶液，由儀器測定的滴定曲線圖或指示劑（非反應物質）顏色變化判定滴定終點，它可以粗略地測定出未知溶液濃度的方法，也是延續至今最基礎簡單的實驗方式。

## 基本原理
根據反應：
{\displaystyle {\rm {H^{+}+OH^{-}\rightarrow H_{2}O}}}
可得反應物的物質的量關係：
{\displaystyle {\rm {n(H^{+})=n(OH^{-})\,}}}
即{\displaystyle {\rm {c(H^{+})\times V_{a}=c(OH^{-})\times V_{b}\,}}}
可得到計算式{\displaystyle {\rm {c(H^{+})=c(OH^{-})\times {\frac {V_{b}}{V_{a}}}\,}}}

## 實驗儀器
- 酸式/鹼式滴定管
- 滴定管夾
- 錐形瓶
- 鐵架臺
- 洗耳球
- 移液管（可選）

## 實驗步驟

### 準備
- 洗滌
- 裝液
- 趕氣泡

酸式滴定管：快速放液
鹼式滴定管：滴定管尖嘴朝上，放液
- 調節液面，并記錄初始刻度

### 複滴
应至少进行2~3次，取平均值，以减小误差。

### 計算
假設使用30mlHCl(已知濃度1M)滴定60mlNaOH的話
則計算如下:
30除以1000(L)乘以1(濃度)=60除以1000(L)乘以M(NaOH)再乘上1(係數i)
即求出NaOH的濃度為0.5
但有些時候可能係數i不會是1(I範圍落在0以上、1924.3左右以下)
而係數i 則是反應式中的莫耳數比(由於計算時當量數必須相等)
此題為一比一的比例

## 誤差分析
中和滴定中，由于操作不当可能产生的误差及对测定值的影响（偏高或偏低）如下（以酸滴定碱为例）：
1. 滴定前，在用蒸馏水清洗滴定管后用滴定液润洗。由于滴定管内存有少量水，使标准酸浓度降低，则消耗标准酸的体积增大，测得的碱浓度偏高。
2. 滴定前，滴定管尖端有气泡、滴定后气泡消失，说明一部分酸溶液用于填充气体所占体积，则消耗标准酸的体积增大，测得的碱浓度偏高。
3. 滴定前，用待测液润洗锥形瓶。这样处理过的锥形瓶再盛装一定体积的待测液时，使锥形瓶内待测液的物质的量增加，则消耗标准酸的体积增大，测得的碱浓度偏高。
4. 取待测液时，移液管用蒸馏水洗涤后未用待测液润洗。移液管内壁有水存在，将待测液稀释，则消耗标准酸的体积减小，测得的碱浓度偏低。
5. 取液时，将移液管尖端的残留液吹入锥形瓶中。在制作移液管时已考虑到留在移液管尖端的残留液不包含在应有的体积数之内，若将其吹入锥形瓶中，则碱体积增大，消耗标准酸的体积增大，测得的碱浓度偏高。
6. 读酸体积的刻度时，滴定前平视，滴定后俯视，滴定读出的酸体积偏小，碱浓度偏低。
7. 若用甲基橙做指示剂，最后一滴酸滴入使溶液由橙色变为红色。当溶液变为橙色时已达滴定终点，若溶液变为红色，说明酸过量，则消耗标准酸的体积增大，测得的碱浓度偏高。
8. 滴定过程中，因用力振荡锥形瓶，使少量溶液溅出，则消耗标准酸的体积减小，测得的碱浓度偏低。
9. 滴定后滴定管尖端挂有液滴未滴入锥形瓶中，但已被读数，增大了酸的体积，则测得的碱浓度偏高。
10. 滴定前仰视读数，滴定后正确读数，因而实际使用的酸的体积比读出的酸的体积偏大，酸的体积相当于减小，则测得的碱浓度偏低。

但是，有些操作并不影响测定的结果，如滴定前用蒸馏水将盛在锥形瓶中的待测液稀释，虽然待测液变稀，但其溶质的物质的量未变，所消耗酸的体积未变，则测得的碱浓度不变。

## 注意事項
- 滴定管讀數必須讀到小數點后兩位
- 滴定途中溫度保持在溶液沸點冰點相差19°C為佳。